# Moulin Backus
Le moulin Backus est un moulin à farine situé dans le comté de Norfolk en Ontario.
Il a été construit en 1798, et désigné lieu historique national du Canada en 1998.
C'est un des plus anciens du Canada, et un des mieux conservés. C'est le plus ancien encore opérationnel de l'Ontario.